# Paxlovid
Paxlovid (DCI) ou paxlovide (DCB) (PF-07321332; PAXLOVID™) é um medicamento antiviral composto por comprimidos de nirmatrelvir e ritonavir embalados e administrados juntos, desenvolvido pela Pfizer que atua como um inibidor da protease 3CL. É um inibidor covalente, ligando-se diretamente ao resíduo de cisteína catalítica (Cys145) da enzima.
Em dezembro de 2021 ele se tornou o primeiro antiviral aprovado nos Estados Unidos para tratamento da covid-19.

## Desenvolvimento
O medicamento atua como um inibidor da protease 3CL. É um inibidor covalente, ligando-se diretamente ao resíduo de cisteína catalítica (Cys145) da enzima.
As proteases coronavirais clivam vários locais na poliproteína viral, geralmente após resíduos de glutamato. Trabalhos iniciais em rinovírus humanos relacionados mostraram que a cadeia lateral flexível da glutamina poderia ser substituída por uma pirrolidona rígida. Em seguida, esses medicamentos foram desenvolvidos para outras doenças, incluindo a SARS.
A utilidade de direcionar a protease 3CL em um cenário do mundo real foi demonstrada pela primeira vez quando GC376 (um pró-fármaco de GC373) foi usado para tratar a doença anteriormente 100% letal do vírus corona do gato, peritonite infecciosa felina, causada por FIPV. O medicamento da Pfizer é um análogo do GC373, onde o aldeído aceptor de cisteína covalente foi substituído por um nitrila.
O PF-07321332 foi desenvolvido pela modificação de um candidato clínico anterior PF-07304814, que também é um inibidor covalente, mas a ogiva é um pró-fármaco de fosfato de uma hidroxicetona. O PF-07304814 deve ser administrado por via intravenosa, limitando seu uso a um ambiente hospitalar. A modificação gradual do mimético do tripeptídeo levou ao desenvolvimento do PF-07321332, que é adequado para administração oral. As principais mudanças incluem uma redução no número de doadores de ligações de hidrogênio e o número de ligações rotativas pela introdução do aminoácido bicíclico não canônico rígido, que imita o resíduo de leucina encontrado em inibidores anteriores. Este resíduo já havia sido utilizado na síntese do Boceprevir.

## Uso contra covid-19
Em estudos de fase 3 para o tratamento de covid-19 em combinação com ritonavir, em novembro de 2021 a Pfizer anunciou que em testes iniciais ele havia mostrado eficácia de 89% na redução de casos graves da doença.
“As notícias de hoje são uma verdadeira virada no jogo dos esforços para deter a devastação causada pela pandemia. Esses dados sugerem que nosso candidato a antiviral oral, se aprovado ou autorizado pelas autoridades regulatórias, tem o potencial de salvar a vida dos pacientes, reduzir a gravidade das infecções por covid-19 e evitar até nove em cada dez hospitalizações”, disse Albert Bourla, presidente e CEO da Pfizer.
Na divulgação feita pela Pfizer no dia 5 de novembro de 2021, a empresa anunciou seu "compromisso com o acesso equitativo", afirmando que estava "empenhada em trabalhar para o acesso equitativo ao Paxlovid para todas as pessoas, com o objetivo de fornecer uma terapêutica antiviral segura e eficaz o mais rápido possível e a um preço acessível".

### Testes
O remédio passou por um estudo randomizado duplo-cego e foi testado em 389 pacientes, que tomaram a pílula até 3 dias após o início dos sintomas. Desses, 3 acabaram hospitalizados em até 28 dias após o início dos testes – o equivalente a 0,77% dos pacientes – e nenhum morreu. No grupo de controle, 385 pacientes não receberam o comprimido, dos quais 27 foram hospitalizados, sendo que destes 7 morreram. Nenhum dos participantes do estudo havia sido vacinado e todos os recrutados tinham ao menos uma comorbidade que aumentaria o risco de desenvolver covid-19 grave.

#### Testes no Brasil
O medicamento começou a ser testado no Brasil em estudos clínicos de Fase 2 e 3 em 3 de novembro de 2021. Participariam do estudo pessoas com 18 anos ou mais, divididos em três grupos: não vacinados; vacinados com suspeita e/ou diagnóstico de covid-19 e com baixo risco de desenvolver doença grave; não vacinados com suspeita e/ou diagnóstico de covid-19 e com alto risco de desenvolver doença grave. Seriam recrutados voluntários nos estados do Amazonas, Bahia, Ceará, Distrito Federal, Pernambuco, Rio Grande do Norte, Mato Grosso, Minas Gerais, Rio Grande do Sul, Santa Catarina, Rio de Janeiro e São Paulo.

### Modo de ação
Combinação dos medicamentos nirmatrelvir com o ritonavir serve para desacelerar o metabolismo do PF-07321332 pelas enzimas do citocromo para manter concentrações circulantes mais altas do medicamento principal.

### Indicação
Tratamento de covid-19 em adultos com comorbidades que podem levar ao agravamento da doença. O uso pode ser feito em casa, sem necessidade de internação. Segundo a Pfizer, deve ser prescrito ao primeiro sinal de infecção ou ao quando se sabe que houve exposição ao vírus Sars-Cov2.

### Posologia
Um comprimido por via oral a cada 12 horas por cinco dias.

### Autorização
A FDA dos Estados Unidos liberou o medicamento para uso emergencial em pessoas a partir dos 12 anos de idade no dia 22 de dezembro de 2021. 
A Anvisa aprovou o uso do medicamento em caráter experimental em 30 de março de 2022, e em farmácias com prescrição médica em 21 de novembro. O medicamento foi incorado ao SUS em 6 de maio.

## Sumário
- Este artigo foi inicialmente traduzido, total ou parcialmente, do artigo da Wikipédia em inglês cujo título é «PF-07321332».